# زالتسهمندورف
زالتسهمندورف (به آلمانی: Salzhemmendorf) یک منطقهٔ مسکونی در آلمان است که در هاملین-پیرمونت واقع شده‌است. زالتسهمندورف ۱۰٬۵۹۳ نفر جمعیت دارد.